# Nidlenloch

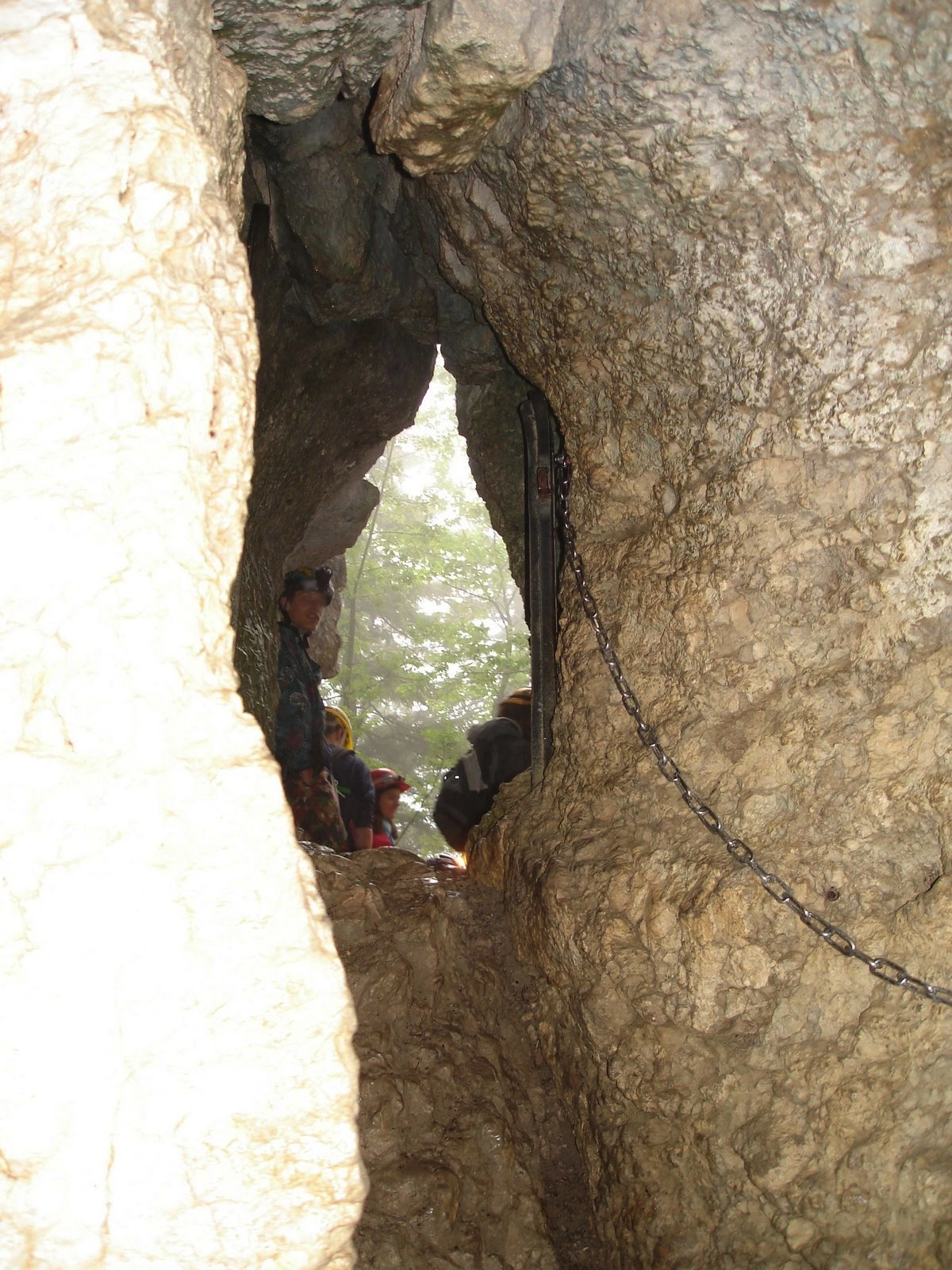
Der Höhleneingang, rostfreie Stahlketten zur Selbstsicherung

Das Nidlenloch ist eine Karsthöhle und ein Naturschutzreservat in der Gemeinde Oberdorf im Kanton Solothurn in der Schweiz.

## Geographie
Der Höhleneingang befindet sich auf 1274 m ü. M. an der Nordwestflanke des Weissensteins. Das System weist eine Gesamtlänge von 7‘561 Metern auf und führt bis zu 407 Meter in die Tiefe. Die Höhle wird erstmals im Jahre 1828 erwähnt. Sie galt im Jahre 1909 als die tiefste Höhle der Welt. Lange Zeit figurierte sie als die tiefste Höhle des Schweizer Juras; sie ist weitgehend fossil und inaktiv.
Die Höhle ist in den nach Norden abfallenden Schichten der Sequankalke (Malm)  angelegt, entsprechend dem Schichtverlauf fallen die Gänge nach Norden ab. Im mittleren Teil der Höhle befindet sich ein teilweise labyrinthisches Horizontalsystem. Lokal gibt es kleine Rinnsale.

## Geschichte
Der Ingenieur Moser erstellte 1868 einen Grund- und Seitenriss der damals bekannten Höhlenteile im Massstab 1 : 1'000. Zwischen 1889 und 1891 folgte eine Reihe von Expeditionen, bei denen mit Hilfe von Strickleitern mehrere kleine Schächte überwunden wurden. 1937 und 1938 wurde die Höhle erneut vermessen. In den folgenden Jahren wurde das Nidlenloch oft besucht, weitere Forschungen setzten aber erst wieder 1975 durch die Arbeitsgemeinschaft Nidlenlochforschung (AGN) ein. 
Das Nidlenloch wird jährlich von rund 3'000 Personen besucht. Der Eingang ist durch ein massives Gitter verschlossen; den Schlüssel erhält man gegen ein Depot und eine bescheidene Eintrittsgebühr im Gasthof Hinter Weissenstein. Das Nidlenloch ist üblicherweise von Mittwoch bis Sonntag geöffnet. Es werden auch begleitete Touren angeboten.

## Galerie

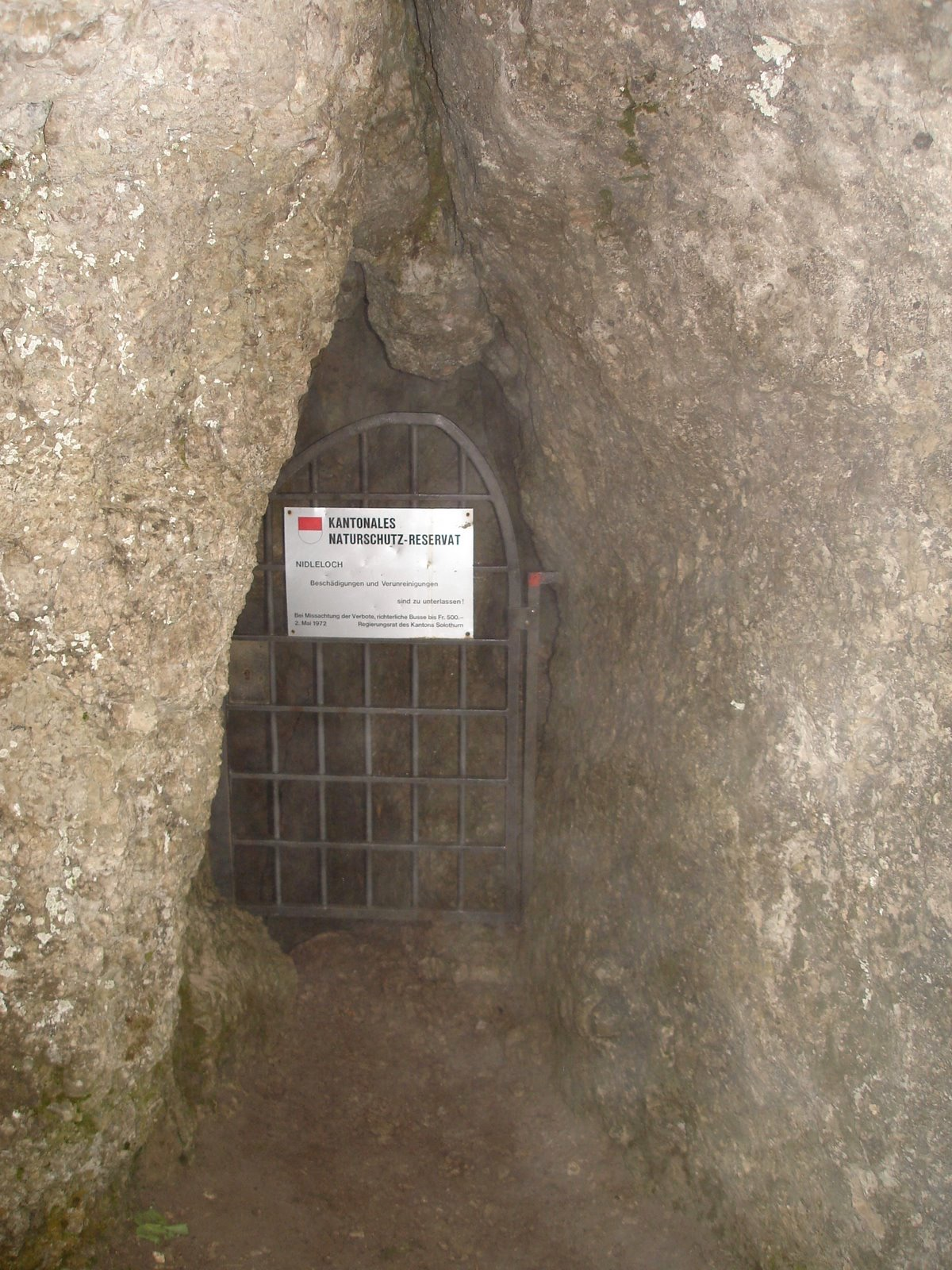
Eingang mit Eisentor; Hinweistafel zum kantonalen Naturschutz-Reservat
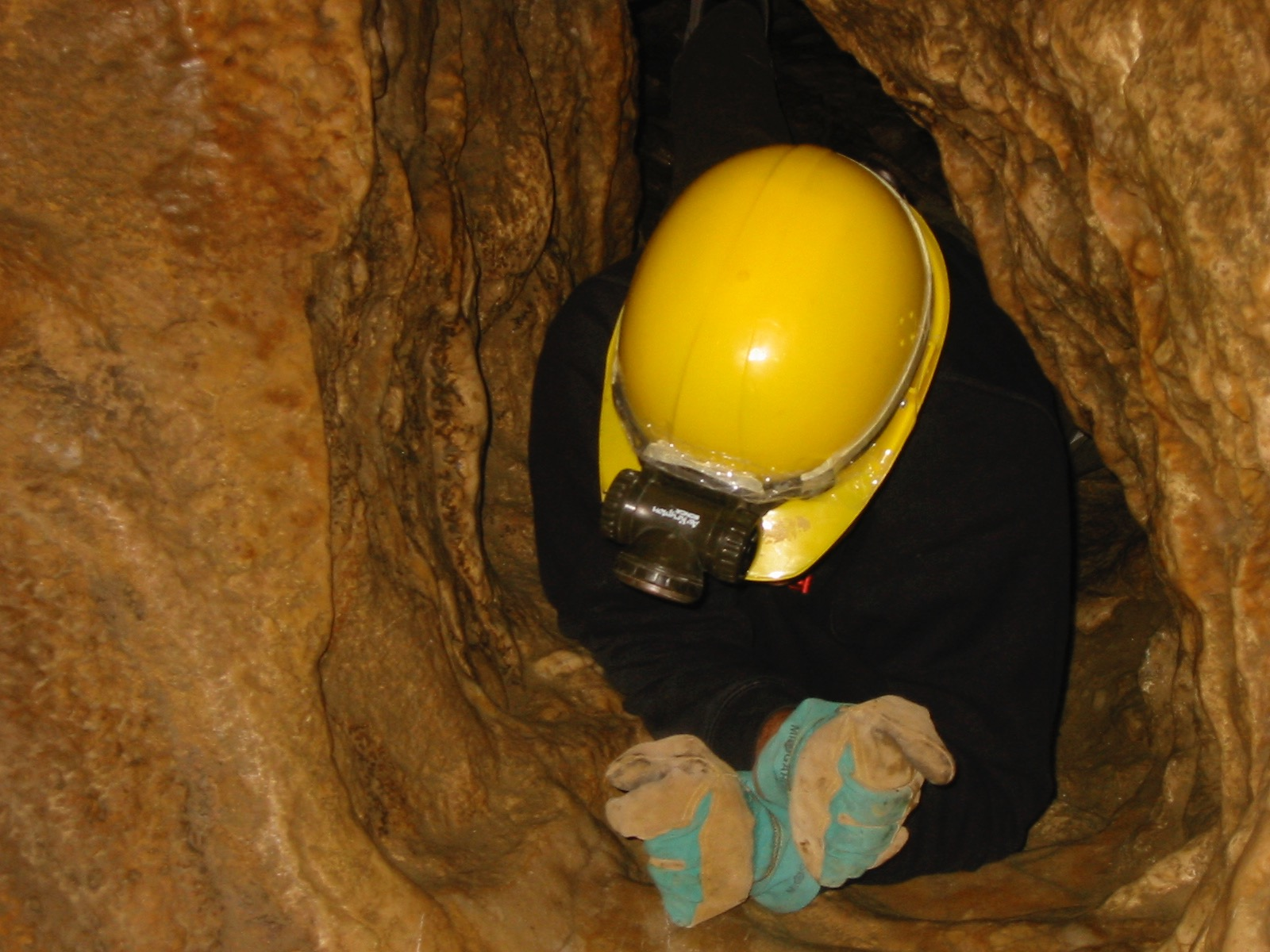
Der «Jungfernschlupf» (Engstelle)
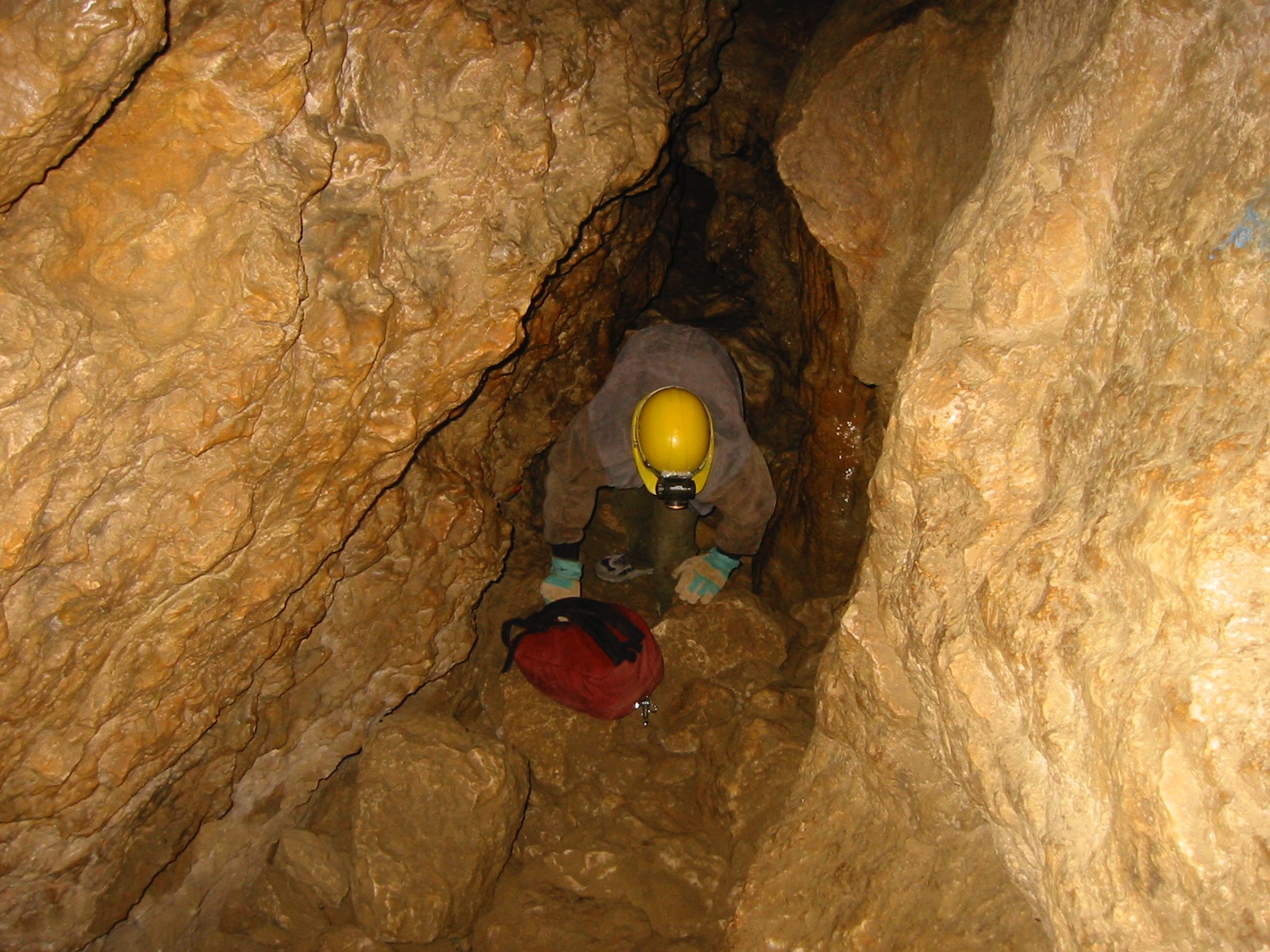
Im Hauptgang nach dem Jungfernschlupf
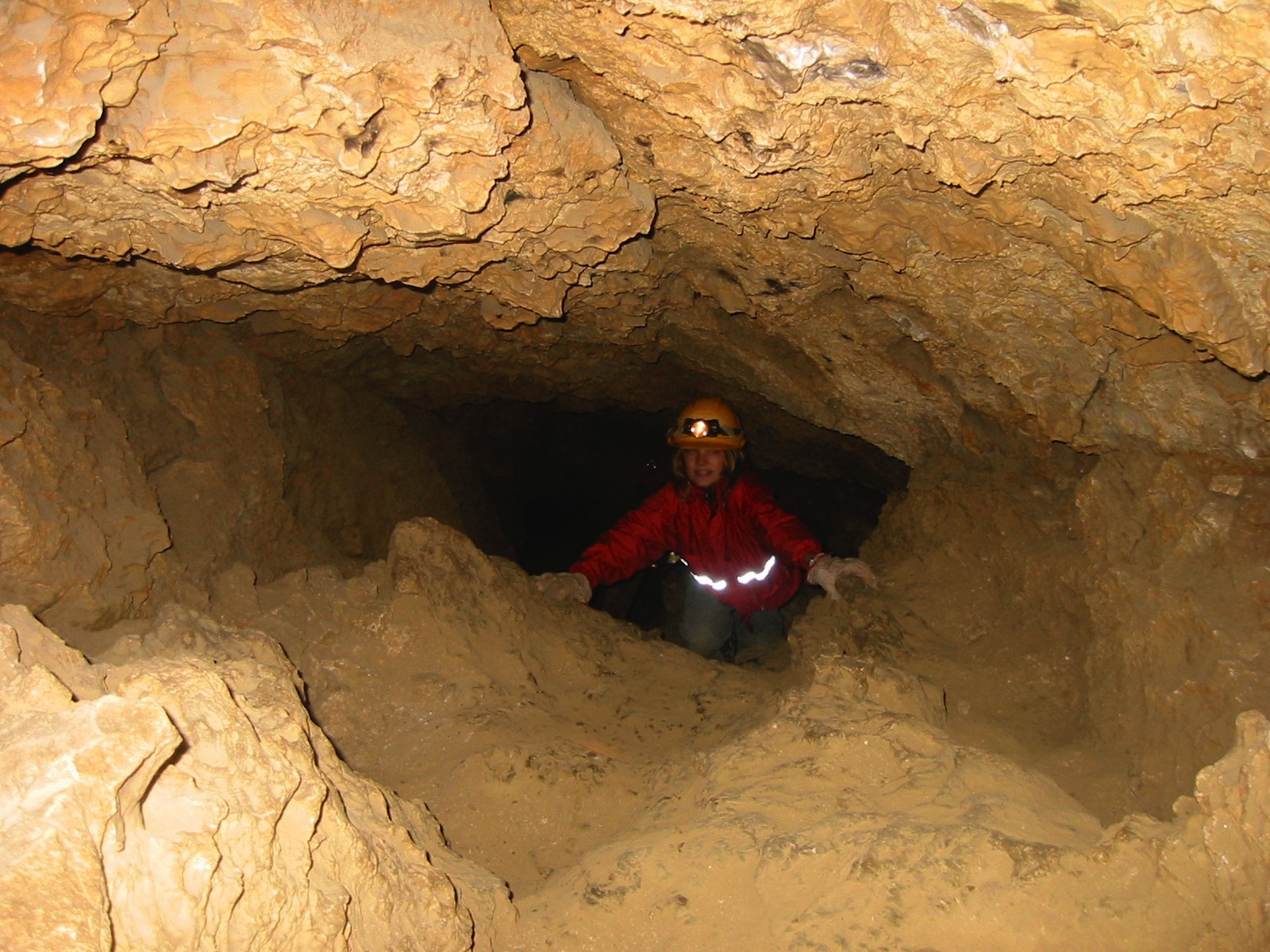
Der Petrefakten-Gang